# Zakalje
Zakalje (cyr. Закаље) – wieś w Bośni i Hercegowinie, w Republice Serbskiej, w gminie Novo Goražde. W 2013 roku liczyła 29 mieszkańców.